# 뉴스콘서트 (JTBC)
《뉴스콘서트》은 대한민국에서 평일 오후 5시 35분에 텔레비전으로 방송되었던 JTBC의 주중 저녁 뉴스 프로그램이다.

## 개요
4월 첫 개편부터 음악과 시사 뉴스가 어우러진 신개념 뮤직토크쇼를 표방하며, 당일 토크 주제를 음악으로 예고하고 핫이슈를 음악으로 풀어내는 프로그램이었으며, 9월 가을 개편부터 앵커가 바뀌면서 뉴스쇼 프로그램으로 전환되었다.

## 진행자
- 1대 2013년 4월 1일 ~ 2013년 9월 13일 : 임백천, 임윤선
- 2대 2013년 9월 16일 ~ 2013년 11월 15일 : 박성태
- 3대 2013년 11월 18일 ~ 2014년 2월 7일 : 박성태, 이지은

## 방송 시간
- 2013년 4월 1일 ~ 2013년 9월 13일 : 매주 월~금요일 오후 4시 30분 (60분)
- 2013년 9월 16일 ~ 2013년 11월 15일 : 매주 월~금요일 오후 4시 25분 (85분)
- 2013년 11월 18일 ~ 2014년 2월 7일 : 매주 월~금요일 오후 5시 35분 (85분)